# NCAA Division I Tennis Championships 2008
Bei den NCAA Division I Tennis Championships 2008 wurden zum 124. Mal die Meister im US-amerikanischen College Tennis ermittelt. Gespielt wurde vom 15. bis zum 26. Mai auf dem Campus der University of Tulsa in Tulsa, Oklahoma. Die ersten beiden Runden der Mannschaftsmeisterschaften wurden bereits ab dem 9. Mai gespielt, fanden allerdings noch nicht in Tulsa statt.

## Herrenmannschaftsmeisterschaften
| Nr. | Spieler    | Erreichte Runde |
| --- | ---------- | --------------- |
| 01. | Virginia   | Halbfinale      |
| 02. | Ohio State | Viertelfinale   |
| 03. | UCLA       | Halbfinale      |
| 04. | Georgia    | Sieg            |
| 05. | Ole Miss   | Viertelfinale   |
| 06. | USC        | Viertelfinale   |
| 07. | Texas      | Finale          |
| 08. | Tennessee  | Achtelfinale    |

| Nr. | Spieler        | Erreichte Runde |
| --- | -------------- | --------------- |
| 09. | Baylor         | Viertelfinale   |
| 10. | Florida        | Achtelfinale    |
| 11. | Tulsa          | 2. Runde        |
| 12. | North Carolina | Achtelfinale    |
| 13. | Pepperdine     | Achtelfinale    |
| 14. | Florida State  | Achtelfinale    |
| 15. | Illinois       | Achtelfinale    |
| 16. | Michigan       | Achtelfinale    |

## Herreneinzel
| Nr. | Spieler               | Erreichte Runde |
| --- | --------------------- | --------------- |
| 1.  | Somdev Devvarman      | Sieg            |
| 2.  | Greg Ouellette        | 1. Runde        |
| 3.  | Oleksandr Nedowjessow | Achtelfinale    |
| 4.  | Travis Helgeson       | Achtelfinale    |
| 5.  | Daniel Vallverdú      | 2. Runde        |
| 6.  | Robert Farah          | Achtelfinale    |
| 7.  | Lars Pörschke         | Achtelfinale    |
| 8.  | Alex Clayton          | Halbfinale      |

| Nr.    | Spieler           | Erreichte Runde |
| ------ | ----------------- | --------------- |
| 9.–16. | Jean-Yves Aubone  | 2. Runde        |
| 9.–16. | Andre Begemann    | Halbfinale      |
| 9.–16. | Ivan Bjelica      | 2. Runde        |
| 9.–16. | Dominic Inglot    | 1. Runde        |
| 9.–16. | Dimitar Kutrowski | 1. Runde        |
| 9.–16. | Dénes Lukács      | Viertelfinale   |
| 9.–16. | Bruno Rosa        | 2. Runde        |
| 9.–16. | Nathaniel Schnugg | 1. Runde        |

## Herrendoppel
| Nr. | Paarung                        | Erreichte Runde |
| --- | ------------------------------ | --------------- |
| 1.  | Somdev Devvarman Treat Huey    | Achtelfinale    |
| 2.  | Robert Farah Kaes Van’t Hof    | Sieg            |
| 3.  | Carl Sundberg Daniel Vallverdú | Achtelfinale    |
| 4.  | Jonas Berg Erling Tveit        | Finale          |

| Nr.   | Paarung                         | Erreichte Runde |
| ----- | ------------------------------- | --------------- |
| 5.–8. | Boris Fetbroyt Andrew Orban     | Achtelfinale    |
| 5.–8. | Taylor Fogleman Chris Kearney   | Viertelfinale   |
| 5.–8. | Kaden Hensel John-Patrick Smith | 1. Runde        |
| 5.–8. | Steven Forman Cory Parr         | Viertelfinale   |

## Damenmannschaftsmeisterschaften
| Nr. | Spieler      | Erreichte Runde |
| --- | ------------ | --------------- |
| 01. | Northwestern | Viertelfinale   |
| 02. | Georgia      | Achtelfinale    |
| 03. | Georgia Tech | Viertelfinale   |
| 04. | Stanford     | Viertelfinale   |
| 05. | Baylor       | Halbfinale      |
| 06. | Florida      | Halbfinale      |
| 07. | UCLA         | Sieg            |
| 08. | California   | Finale          |

| Nr. | Spieler        | Erreichte Runde |
| --- | -------------- | --------------- |
| 09. | Duke           | Achtelfinale    |
| 10. | USC            | Achtelfinale    |
| 11. | Vanderbilt     | Achtelfinale    |
| 12. | Miami (FL)     | Achtelfinale    |
| 13. | Clemson        | Achtelfinale    |
| 14. | Florida State  | 2. Runde        |
| 15. | North Carolina | 2. Runde        |
| 16. | Fresno State   | Achtelfinale    |

## Dameneinzel
| Nr. | Spieler              | Erreichte Runde |
| --- | -------------------- | --------------- |
| 1.  | Aurelija Misevičiūtė | Halbfinale      |
| 2.  | Ani Mijačika         | Achtelfinale    |
| 3.  | Hilary Barte         | 2. Runde        |
| 4.  | Maria Mosolova       | Viertelfinale   |
| 5.  | Marina Cossou        | 1. Runde        |
| 6.  | Amanda Fink          | Viertelfinale   |
| 7.  | Amanda McDowell      | Sieg            |
| 8.  | Riza Zalameda        | Viertelfinale   |

| Nr.    | Spieler            | Erreichte Runde |
| ------ | ------------------ | --------------- |
| 9.–16. | Fani Chifchieva    | Halbfinale      |
| 9.–16. | Megan Falcon       | 1. Runde        |
| 9.–16. | Mélanie Gloria     | Achtelfinale    |
| 9.–16. | Sanaz Marand       | 2. Runde        |
| 9.–16. | Kristi Miller      | 2. Runde        |
| 9.–16. | Megan Moulton-Levy | Achtelfinale    |
| 9.–16. | Jessica Nguyen     | 1. Runde        |
| 9.–16. | Georgia Rose       | 1. Runde        |

## Damendoppel
| Nr. | Paarung                     | Erreichte Runde |
| --- | --------------------------- | --------------- |
| 1.  | Tracy Lin Riza Zalameda     | Sieg            |
| 2.  | Mélanie Gloria Tinesta Rowe | Finale          |
| 3.  | Brook Buck Kelcy Tefft      | Halbfinale      |
| 4.  | Ani Mijačika Carolina Salge | Viertelfinale   |

| Nr.   | Paarung                         | Erreichte Runde |
| ----- | ------------------------------- | --------------- |
| 5.–8. | Lenka Broosova Zuzana Zemenova  | 1. Runde        |
| 5.–8. | Amanda Granson Melissa Mang     | Viertelfinale   |
| 5.–8. | Megan Alexander Marrit Boonstra | 1. Runde        |
| 5.–8. | Amanda Fink Gabriela Niculescu  | Viertelfinale   |